# Son Torrella (Escorca)
Son Torrella és una possessió del terme d'Escorca situada al peu del Puig Major. Les cases estan situades vora la base militar i la carretera de Sóller a Lluc, l'embassament de Cúber, el Puig Major el Puig de les Vinyes, i són les cases de possessió situades a més altitud (840 m) de Mallorca després de les de la Serra. Dona nom a la Coma de Son Torrella i a la Serra de Son Torrella, i el Puig Major és alternativament anomenat Puig Major de Son Torrella en referència a aquesta possessió.
S'estén al llarg de 440 hectàrees, i té unes característiques climàtiques úniques a Mallorca, qualificades de prepirenaiques, amb una pluviositat mitjana anual de 1.200 litres per metre quadrat.

## Història
Es correspon, tal vegada, amb l'alqueria Entrecampos documentada al Llibre del Repartiment; posteriorment es documenta el 1365 amb el nom de Montblanc, en referència al Puig Major, que encara no era conegut així. Posteriorment, al segle xv, passà a la família Torrella, que el segle xviii arribà a ser de les més importants de Mallorca, i d'aquí prengué el nom de Son Torrella. L'ermita de Sant Salvador, documentada els segles xiii i xiv dins el terme d'Escorca, se situava probablement a la part alta de la possessió, no lluny del cim del Puig Major, i les seves restes degueren desaparèixer amb la construcció de les infraestructures militars.
Els usos econòmics tradicionals i històrics de Son Torrella eren molt limitats, condicionats per la climatologia i l'altitud de les seves terres. Així, l'agricultura era una activitat marginal (per bé que fins a final dels anys quaranta es dedicà una porció de terra al cultiu de cereals), i la major part de terres es destinaven a la pastura del bestiar. Però també eren molt importants altres usos, com ara la producció de carbó vegetal i la indústria de la neu, atès que és una de les poques contrades de l'illa on neva cada any. L'emmagatzematge del gel motivà la construcció de diverses cases de neu a les terres de Son Torrella, que foren la causa principal de l'obertura dels caminois que connecten la possessió amb la muntanya del Puig Major, que hi donaven accés fins a la meitat del segle xx.
A partir del segle xviii, Son Torrella fou un lloc de pas i també d'acollida dels nombrosos visitants que desitjaven conèixer els entorns del cim més alt de l'illa. Botànics com els Salvador, Antoni Richard (enviat a descobrir plantes pel rei Lluís XV de França, i que en va remetre un catàleg a Linné), els francesos Marès i Cosson, Bonaventura Serra (el primer mallorquí a redactar una flora baleàrica), Cambessedès, Delaroche, Weyler i Laviña, Barceló i Combis, Vigineix, Boissier, Leresche, Burnat, Porta, Willkomm, Knoche, visitaren la contrada per conèixer la flora dels paisatges més muntanyencs de Mallorca, però també rebé visites de personatges amb interessos més recreatius, com l'Arxiduc Lluís Salvador, o fins i tot del general Franco quan era capità general el 1934, hostes de la família Zayas, senyors de Son Torrella.

### Presència militar

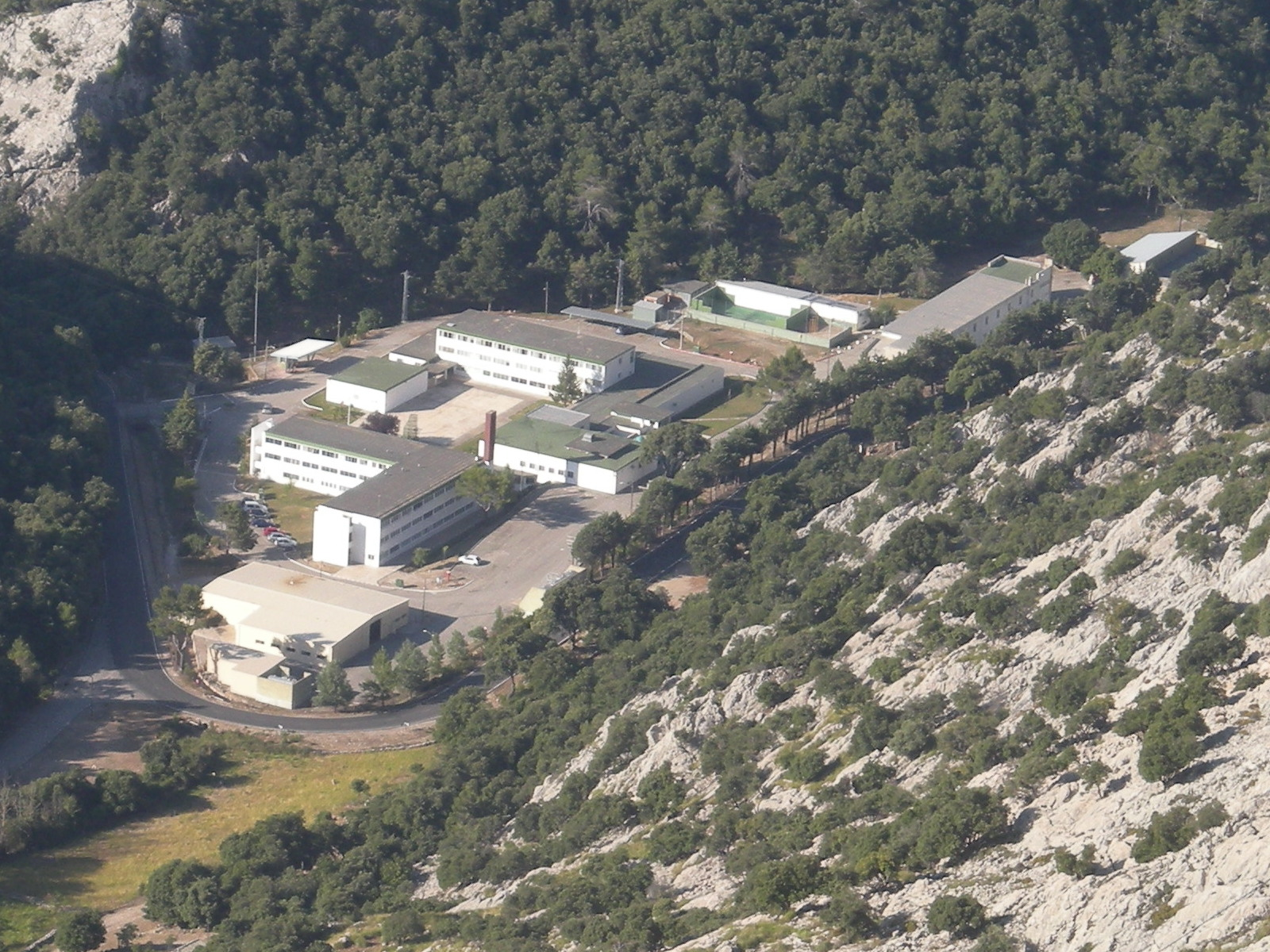
La base militar de Son Torrella

El 1953, arran d'un conveni entre Espanya i els Estats Units, s'acordà l'establiment d'una unitat militar estatunidenca de la USAT. Això comportà la construcció (1955-1960) dels dels radars i les construccions auxiliars, al cim del Puig Major, i de la carretera d'accés, a més de la base militar de Son Torrella, vora les cases de la possessió, i la carretera que connecta amb la vall de Sóller i amb Lluc (avui part de la Ma-10). A mitjans dels anys seixanta, bona part de les instal·lacions passaren a ser responsabilitat espanyola, i la presència militar dels Estats Units romangué reduïda a un petit destacament fins a 1993, quan acabà la presència estatunidenca en aquesta base militar.
Les infraestructures d'aquesta estació comprenen, per una banda, els allotjaments i les dependències dels serveis de seguretat i del personal encarregat de les instal·lacions: la base militar de Son Torrella, vora la carretera de Lluc a Sóller, amb el petit embassament de Son Torrella, al començament del túnel de Monnàber. Per altra banda, al cim del Puig Major hi ha el radar, encarregat d'obtenir, processar i transmetre les dades necessàries pels objectius de l'Esquadró de Vigilància Aèria (EVA-7), relacionats amb el control d'un gran espai de la Mediterrània occidental, una zona neuràlgica del Flanc Sud de l'OTAN.

### Projecte de reforestació

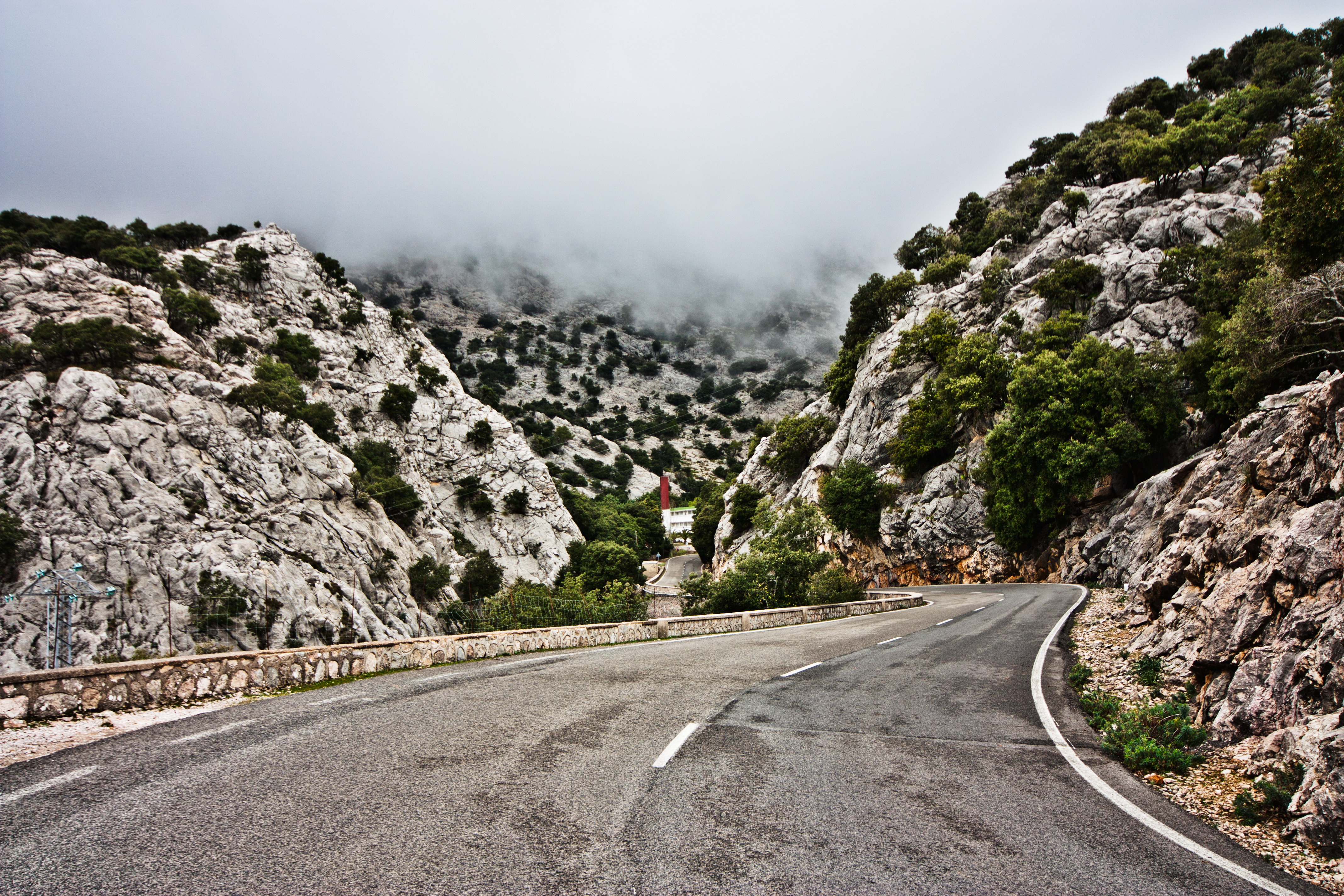
La carretera al seu pas per l'estret que separa la Vall de Cúber de la Vall de Son Torrella

El 1994 l'amitger Jaume Vicens es retirà, i passà a encarregar-se de la finca el germà de la propietària, Carlos Zayas Mariategui, que va fer un canvi en la gestió de la possessió, abandonant l'explotació tradicional de conró i ramaderia per acollir-se a les subvencions europees per incentivar la reforestació resultat de la reforma de la política agrària comuna de la Unió Europea. Així doncs, Son Torrella emprengué un ambiciós programa de reforestació dels antics sementers amb l'ajuda de l'organització ecologista Amics de la Terra que han comportat el creixement de 35.000 arbres, principalment pins i alzines, sobretot al comellar que va de les cases al coll de Son Torrella i també a la coma de Son Torrella.